# Tuvalu hadserege
Tuvalunak nincs állandó hadserege, és nem költ katonaságra. Honvédelme egy Tengeri Megfigyelő Egységből áll, 
ami keresési és mentési feladatokat lát el és felügyeli a környező vizeket. A rendőrségnek van egy 
Csendes-óceáni Járőrhajója, amit Ausztráliától kapott a Csendes-óceáni Járőrhajó-egyezmény keretében, hogy felügyelje a határt és védelmezze a halászokat.